# Чатануга
Чатануга (на английски: Chattanooga) е четвъртият по големина град в щата Тенеси, САЩ. Чатануга е с население от 179 139 жители (по приблизителна оценка от 2017 г.) и обща площ от 370,8 км2. Намира се на 206 метра н.в. Кмет към 2011 г. му е Рон Литълфийлд от Демократическата партия.

## Известни личности
Родени в Чатануга
- Кейн Браун (р. 1993), певец
- Артър Голдън (р. 1956), писател
- Тамара Джерниган (р. 1959), космонавтка
- Юсеф Латиф (1920 – 2013), музикант
- Беси Смит (1894 – 1937), певица
- Лин Хайтауър (р. 1956), писателка